# Fort Saint-Nicolas (Marseille)
Pour les articles homonymes, voir Fort Saint-Nicolas.

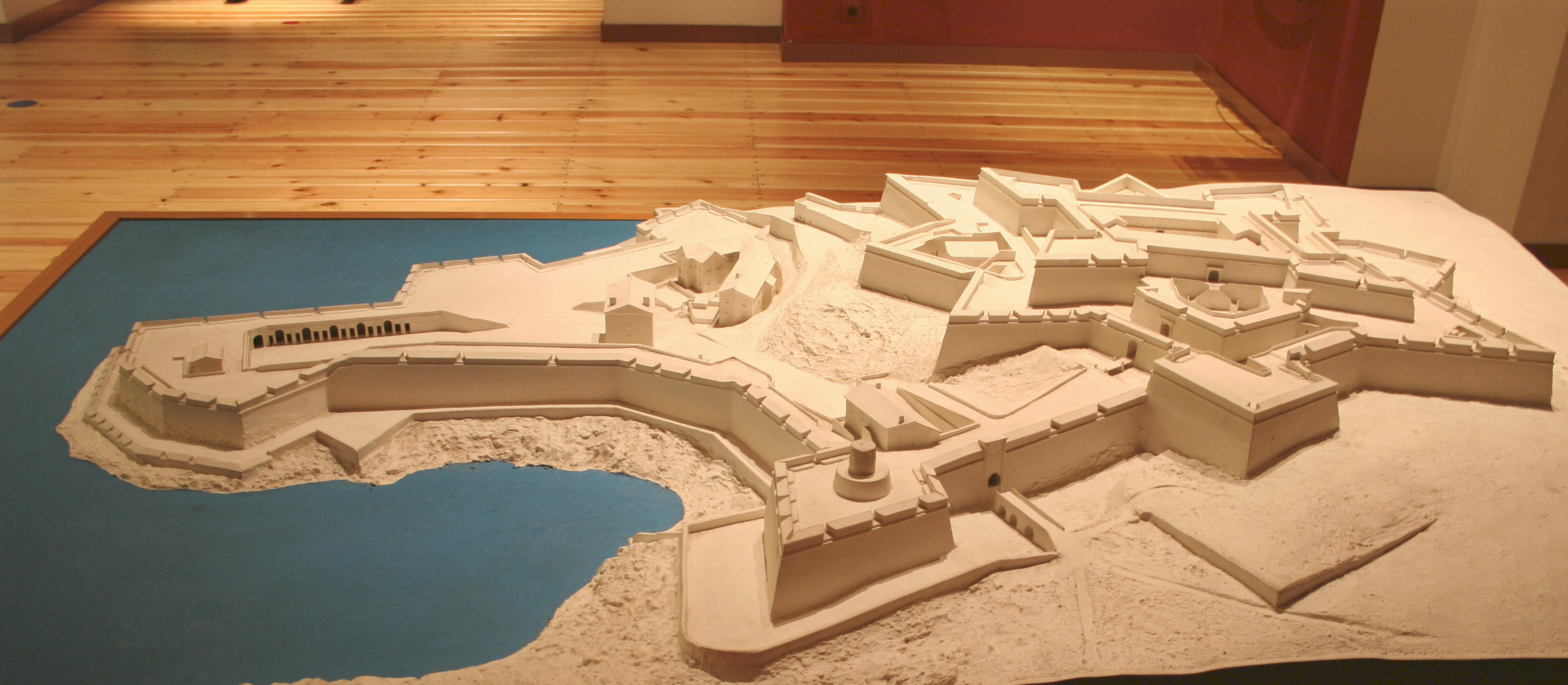
Maquette du fort qui comprend deux ouvrages distincts : le Haut Fort (losange à quatre bastions d'angle, terminé en 1663) et le Bas Fort (terminé en 1664) enveloppée d'une fausse braye et prolongé vers le port par une queue d'hironde.

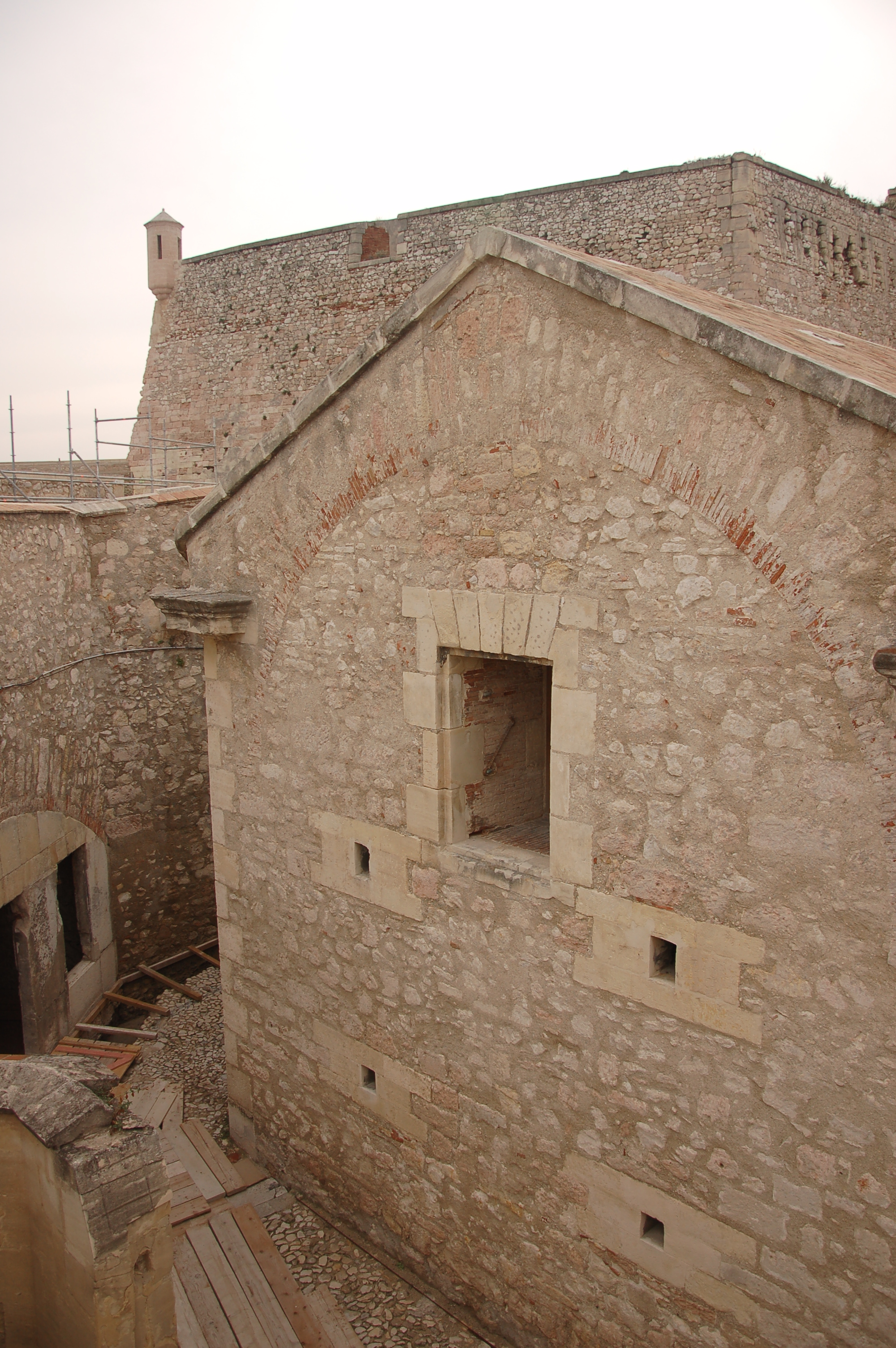
La poudrière est enclavée dans le fort d’Entrecasteaux, partie haute du fort Saint-Nicolas à Marseille.

Le fort Saint-Nicolas est un fort surplombant le Vieux port de Marseille. Construit en calcaire rose de La Couronne, il a été édifié de 1660 à 1664 par le chevalier de Clerville, sur ordre de Louis XIV, afin de mater l’esprit d’indépendance de la ville de Marseille.
Le fort Saint-Nicolas a été classé Monument historique par arrêté du 14 janvier 1969.

## Occupation ancienne du site
À son emplacement se trouvait dès le Moyen Âge une petite chapelle, construite entre 1150 et 1218, placée sous le vocable de Saint-Nicolas et dépendant de l’abbaye Saint-Victor. Au pied de cette chapelle, au niveau du passage le plus étroit entre les forts Saint-Jean et Saint-Nicolas, le sénéchal de Provence ordonna en 1322 l’aménagement d’une palissade en bois à l’extrémité de laquelle était fixée une chaîne barrant la passe du port. Cette palissade est progressivement renforcée pour former en 1381 deux véritables piles de pont. À cette date, la chapelle Saint-Nicolas fit l’objet d’importants travaux, avec édification d’un chemin de ronde et d’une muraille allant jusqu’à la chaîne du port.
Ce système de défense s’avéra inefficace lors de l’attaque de la ville par le roi Alphonse V d’Aragon, le 20 novembre 1423. Débarqués dans une anse voisine, les Aragonais prirent à revers la chapelle et les galères catalanes purent pénétrer dans le port. La ville fut pillée pendant trois jours et les Aragonais emportèrent comme trophée la chaîne du port, qui se trouve toujours exposée dans la cathédrale de Valence (Espagne).
En 1591, quatre particuliers, Louis Naudet, Gabriel Delassus, Jean Beolan et Antoine Mascaron, firent rebâtir la chapelle Saint-Nicolas. Antoine Mascaron était un ami de Charles de Casaulx et fut directeur de la monnaie en 1593. Son fils Pierre Mascaron fut le premier imprimeur à Marseille en 1596, en éditant le livre de Bellaud de la Bellaudière : « Obros et rimos provenssalos ».

## Marseille rebelle
Afin de reprendre en main la gestion de la ville de Marseille, le duc de Mercœur, gouverneur de la Provence, fait nommer consul Lazare de Vento, seigneur de la Baume, par lettres patentes d’octobre 1657. Les deux autres consuls étaient Boniface Pascal et Joseph Fabre. Sous prétexte de défendre la ville contre les pirates, mais surtout pour être agréables à Mercœur, les consuls décident d’armer aux frais de la ville la galère du chevalier de Vendôme, fils du duc de Mercœur. Cette décision provoque une vive opposition, à la tête de laquelle figurait Gaspard de Glandevès de Niozelles. Des émeutes agitent la ville. Niozelles et ses partisans s’emparent de l’hôtel de ville, qui est repris par les troupes du gouverneur entrées dans la ville dans la nuit du 18 au 19 juillet 1658. En octobre 1658, les partisans de Niozelles remportent les élections, qui sont cassées par le roi. Louis XIV ordonne aux chefs de l’opposition de venir le voir. L’entrevue a lieu à Paris le 6 janvier 1659, mais ensuite les incidents se multiplient. Henri de Forbin-Maynier, baron d’Oppède et président du parlement de Provence, estime que seule une intervention personnelle du roi peut soumettre Marseille et propose cette solution à Mazarin. L’occasion est fournie par un grave incident. Gouvernelle, lieutenant des gardes de Mercœur, est chargé de porter à Niozelles une nouvelle convocation à la Cour. Ce document portant la signature du roi lui est arraché et lacéré. L’intervention du roi devenait inévitable devant une telle rébellion. De la côte basque où il venait de signer le traité des Pyrénées, Louis XIV, accompagné de Mazarin, de la reine mère et de la Cour, se rend à Toulouse, Beaucaire, Tarascon ; il est à Arles le 13 janvier 1660 et à Aix-en-Provence le 18 janvier 1660.

## La décision de construire une citadelle
Le 19 janvier 1660, le roi Louis XIV adressa une lettre au duc de Mercœur, gouverneur de la Provence, précisant sa décision d’envoyer des troupes à Marseille afin d’empêcher la continuation des désordres. Cette lettre était accompagnée d’une instruction qui prescrivait à Mercœur plusieurs obligations, dont la construction d’une citadelle « en l’endroit de ladite ville qui sera jugé le plus propre ». Ce projet avait été suggéré à Mazarin par le duc de Mercœur et Henri de Forbin-Maynier, baron d’Oppède. Mazarin envoya à Marseille le célèbre ingénieur militaire, le chevalier Louis Nicolas de Clerville, qu’il avait fait venir exprès de Nancy. Clerville procéda en premier lieu au choix de l’implantation, qui devait permettre à la fois la surveillance de la ville mais également sa protection contre une attaque provenant de la mer. Clerville écarta la colline Saint-Charles, trop éloignée du rivage pour permettre un ravitaillement par la mer. Il choisit l’emplacement actuel, derrière l’abbaye de Saint Victor et dont l’étendue était suffisante « pour y maintenir pour jamais l’autorité du roi ». Cet emplacement était de plus doté d’une fontaine d’eau douce qui figure sur les anciennes cartes.
Mazarin ne se rangea pas immédiatement à cet avis et envoya à Marseille le maréchal du Plessis-Praslin pour avoir une autre opinion. Celui-ci aurait préféré une implantation à l’endroit où se trouve actuellement le palais du Pharo, mais se rangea ensuite à l’avis du chevalier de Clerville[réf. souhaitée].

## Les travaux
Clerville, qui était allé à Aix-en-Provence pour faire approuver ses plans par Mazarin, fit commencer les travaux immédiatement. Il utilisa les matériaux de démolition de la Porte Royale et des murailles avoisinantes qui constituaient les anciens remparts de Marseille. Des pierres du cap Couronne furent également utilisées. Le duc de Mercœur posa la première pierre le 11 février 1660, sur laquelle on grava « de peur que la fidèle Marseille, trop souvent en proie aux criminelles agitations de quelques séditieux ne perdît enfin la ville et le royaume ou par la fougue des plus hardis ou par une trop grande passion de la liberté et que le roi des Français voulait pourvoir par cette citadelle à la sûreté des grands et du peuple. ». Trois médailles commémoratives furent frappées pour rappeler cet évènement. Le 2 mars 1660, à l’entrée de Louis XIV dans Marseille, le chantier battait son plein.

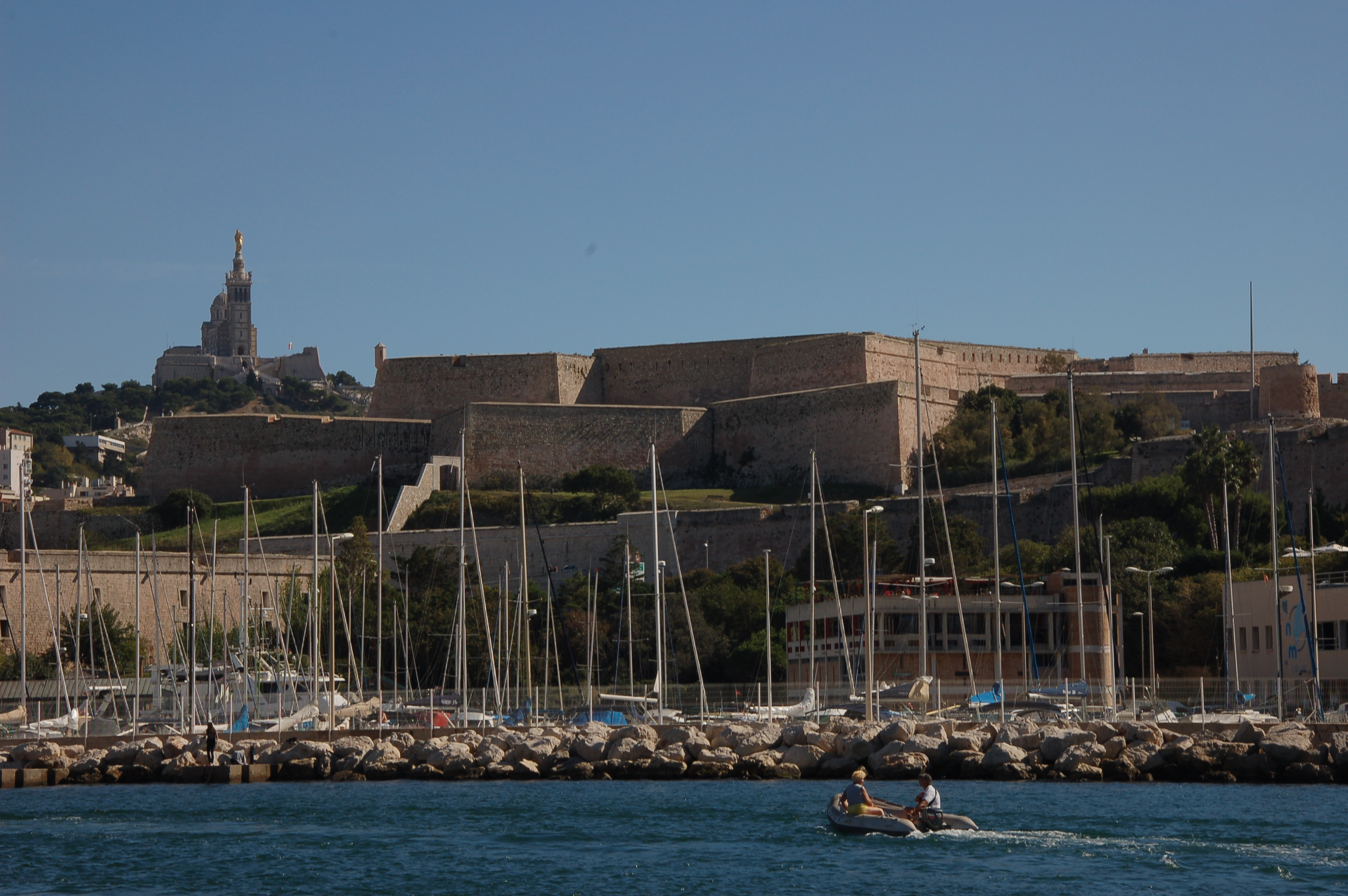
Vue du Fort Saint-Nicolas placé sous la garde de la Bonne Mère

La construction fut réalisée en un temps record pour un édifice de cette importance. En effet, le haut fort était terminé par le maître maçon Jean Étienne Chieuse en 1663. Les travaux du bas fort, partie située au nord du boulevard Charles Livon et comprise entre le quai Marcel Pagnol et le port de la Réserve, furent interrompus à la mort de Mazarin, le 9 mars 1661. Le Guette décida de les reprendre le 16 juillet 1663 en passant un marché avec sept maçons, dont Pierre Puget, cousin germain et homonyme de Pierre Puget sculpteur. Les travaux furent achevés en 1664.
Vauban, qui n’avait pas été mêlé à la construction de la citadelle, visita le fort et écrivit le 16 mars 1679 une lettre très critique : « J’ai visité la citadelle de Marseille, qui est un assemblage fort magnifique de tout ce qui a jamais passé d’extravagant et de ridicule par la tête des plus méchants ingénieurs du monde ». Après 1664, il fit ajouter des batteries  rasantes et une fausse braye autour du Bas-Fort.

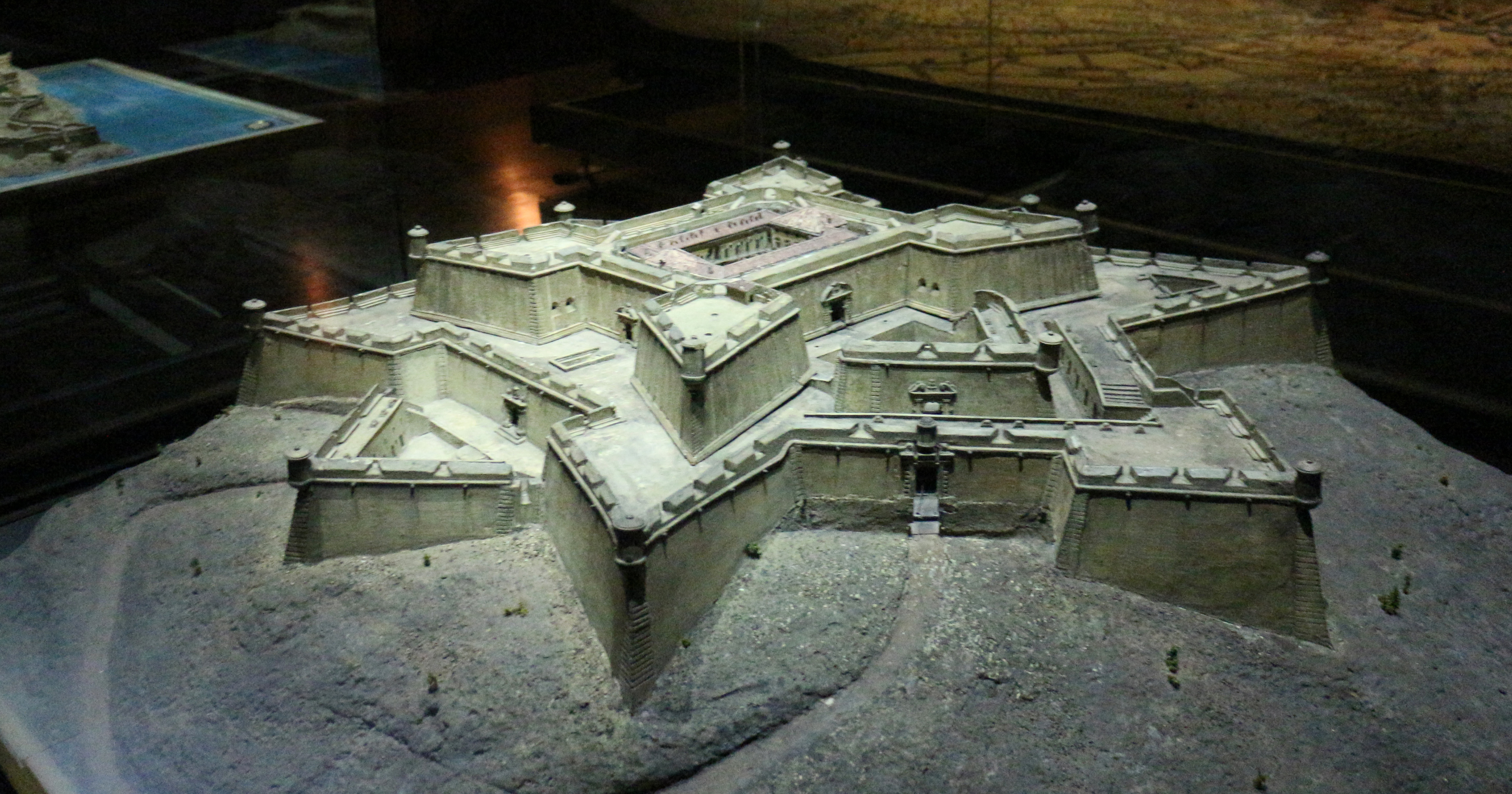
Maquette du fort réalisée vers 1754 et exposée au musée des Plans-Reliefs

Le gouverneur de la nouvelle citadelle fut contrarié de la proximité du Lazaret qui s’étendait du pied du nouveau fort jusqu’à l’anse des Vieilles Infirmeries, actuellement plage des Catalans. Il demanda le transfert du Lazaret qui fut implanté par la ville près de Saint-Martin d’Arenc. Après la peste de 1720, quelques pêcheurs catalans vinrent exercer dans les environs et s’installèrent dans les locaux désaffectés de l’infirmerie d’où le nom donné au quartier.

## Les amputations

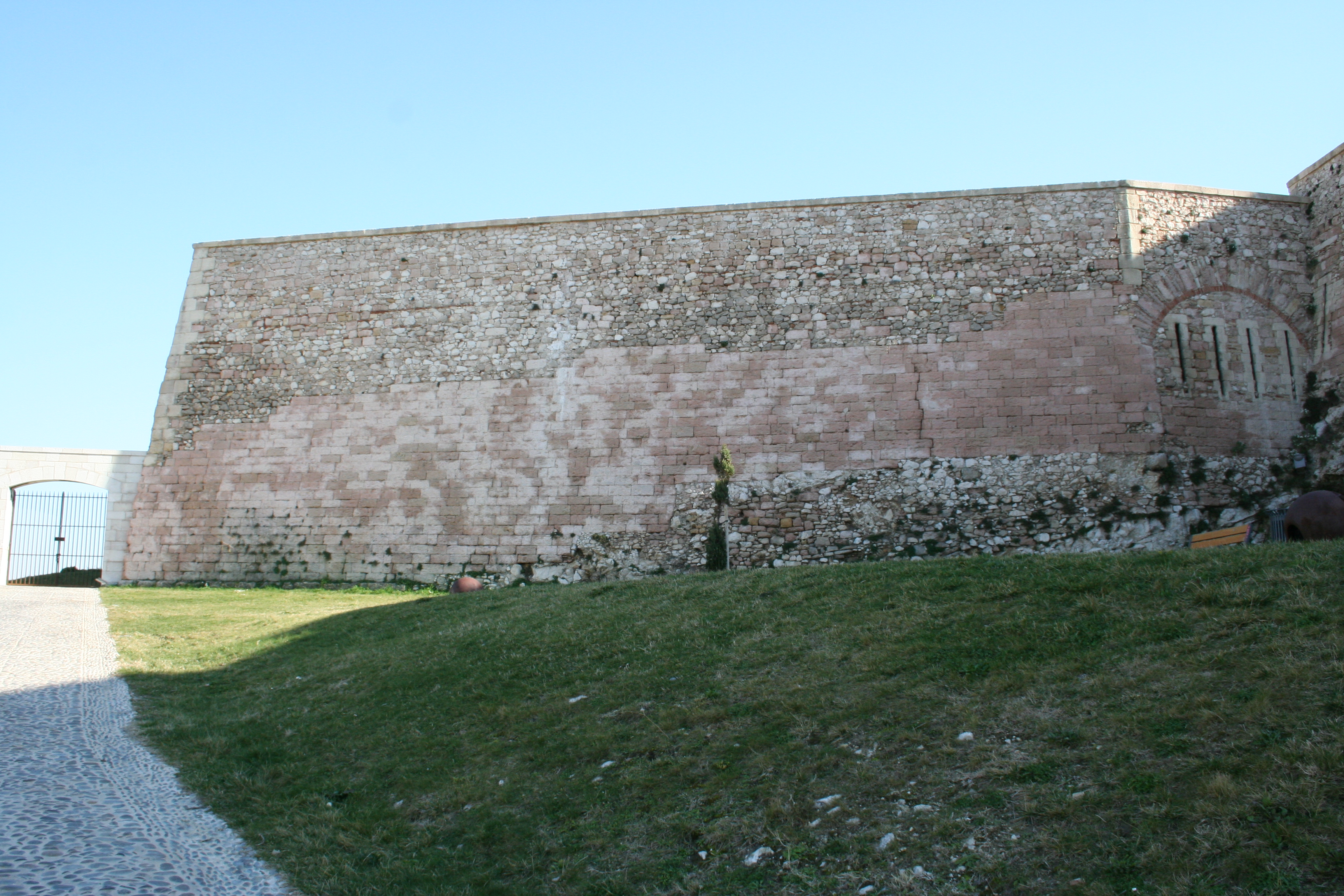
Parement reconstruit du fort Saint-Nicolas. Les angles du bastion sont renforcés par un chaînage harpé et ses flancs sont constitués de casemates d'artillerie à embrasures percées dans un mur flottant désolidarisé du grand arc dans lequel il s'inscrit, pour ne pas que sa ruine n'entraine celle des crêtes de feux supérieures.

Durant la Révolution, la présence des forts Saint-Jean et Saint-Nicolas inquiéta la population, car certains pensaient que leurs commandants y accumulaient des munitions. Le 30 avril 1790, le conseil général de la commune (équivalent du conseil municipal) se présenta à la porte de la citadelle Saint-Nicolas. Le major de la Roque, commandant du fort, pensant que sa petite troupe, ex-régiment du Vexin, allait faire défection, signa un compromis aux termes duquel il laisserait entrer chaque jour autant de gardes nationaux qu’il y avait de soldats de son service.
À la suite de divers incidents, la foule commença le 18 mai 1790 à démolir la partie est de ce monument, symbole du despotisme. Mais l’Assemblée nationale, soucieuse de conserver un ouvrage utile à la défense de la ville, ordonna d’arrêter la démolition de la forteresse par décret du 28 mai 1790. En 1833, le préfet Thomas fit rétablir les parties démolies, mais cette restauration a été faite avec des pierres grisâtres de qualité médiocre, tranchant nettement avec les parties non détruites faites en pierres roses du cap Couronne.
Afin de relier le Vieux Port au palais du Pharo, qui n’était accessible que par le boulevard de la Corderie et l’avenue de la Résidence actuellement avenue Pasteur, la commission municipale vota le 18 avril 1860 l’ouverture d’une voie, l'actuel boulevard Charles Livon percé en 1862. Les murs de soutènement de la tranchée réalisée pour le passage de cette nouvelle voie sont en calcaire urgonien blanc, tranchant nettement les pierres roses du cap Couronne utilisées pour la construction du fort. La citadelle se trouva ainsi coupée en deux parties indépendantes.

## La prison
Le fort reçut en 1823, à la suite de l’expédition du duc d’Angoulême en Espagne, 569 prisonniers, dont le soldat Valdès qui avait été un des organisateurs de la guérilla contre les troupes napoléoniennes après 1808. Le 30 avril 1832, il servit également de lieu de détention pour les marins du bateau qui avait débarqué le 28 avril 1832 la duchesse de Berry près de Carry-le-Rouet, et qui avait été arraisonné par le vapeur « Le Sphinx » près de l’île verte à La Ciotat.
Le fort Saint-Nicolas resta une prison jusqu’à la fin de la dernière guerre.
Parmi les prisonniers célèbres, on peut citer :
- l’écrivain Jean Giono, qui avait été arrêté à Digne le 16 septembre 1939 à cause de ses publications pacifistes antérieures. Il fut libéré à la mi-novembre après la prononciation d’un non-lieu. Dans son roman Noé, l’écrivain rappelle cet épisode de sa vie : « …haut sur l’horizon et murant entièrement tout le fond de la Canebière, le magnifique corps en forme de couronne du fort Saint-Nicolas. Le grand mur du fort qui me fait face se termine vers la gauche par une belle arrête de proue. C’est exactement dans cette proue que j’avais ma cellule en 1939. »[16] ;
- Jean Zay (député socialiste, 1940, à la suite de sa condamnation pour « désertion » par le régime de Vichy) ;
- Habib Bourguiba (homme politique tunisien, 1940-1942) ;
- Hédi Nouira (homme politique tunisien, même période).
- Guy de Combaud-Roquebrune (Résistant).

## Occupation actuelle
La partie située entre le boulevard Charles Livon et la mer est le bas fort, qui a pris en 1887 le nom de fort Ganteaume en hommage à un ancien vice-amiral et préfet maritime, Ganteaume. Il abrite le cercle militaire avec le mess des officiers.
L’autre partie, au sud du boulevard, est le haut fort qui est également appelé en 1887 fort d’Entrecasteaux, du nom d’un amiral parent du bailli de Suffren, Entrecasteaux. Il est composé de deux enceintes imbriquées. Le haut fort est restauré depuis 2003 par l'association  ACTA VISTA dans le cadre de chantiers de formation aux métiers du patrimoine. ACTA VISTA y a aménagé en 2005 son siège d'activité et y développe depuis 2009 un pôle de formation et d'apprentissage aux métiers du patrimoine bâti ancien et de l'éco-construction. Soutenu par l'Union Européenne, ce pôle de formation permet d'embaucher et de former chaque année plus de 350 personnes. Grâce à ses nombreux mécènes, l'association ACTA VISTA a permis la restauration des remparts Est, Nord, et Ouest, de la Demi-lune de Villeroy, de la Demi-lune Dauphine et du Bastion de Beringhen, différents espaces du fort d'Entrecasteaux dédiés à l'apprentissage, la formation, l'insertion professionnelle et la culture des métiers d'art.
L’ancien moulin à vent est devenu depuis 1954 un monument commémoratif des morts de guerre. L’accès s’effectue par une porte située à l’Est.
Depuis le 8 décembre 2021, La Citadelle de Marseille, association loi de 1901 à but non lucratif et membre du Groupe SOS, porte un BEA de 40 ans sur le fort d’Entrecasteaux, la partie haute du fort Saint-Nicolas, avec deux missions : restaurer le site et l’ouvrir au public.
La Citadelle de Marseille a pour ambition de restaurer et transformer ce fort militaire défensif en un lieu de vie, de création et de culture; un tiers-lieu patrimonial de création et d’innovation : visites guidées, expositions, résidences d'artistes, explorations, spectacles, concerts…
L'association a à cœur de reconnecter les citoyens à leur histoire et leur patrimoine, de les impliquer au côté d’artistes et chercheurs dans cette mise en mouvement. Elle s'engage à chaque étape dans une démarche durable et inclusive pour réinventer en collectif les usages du patrimoine.
En mai 2024, la citadelle ouvre pour la première fois ses portes au public,.

## Notes et références

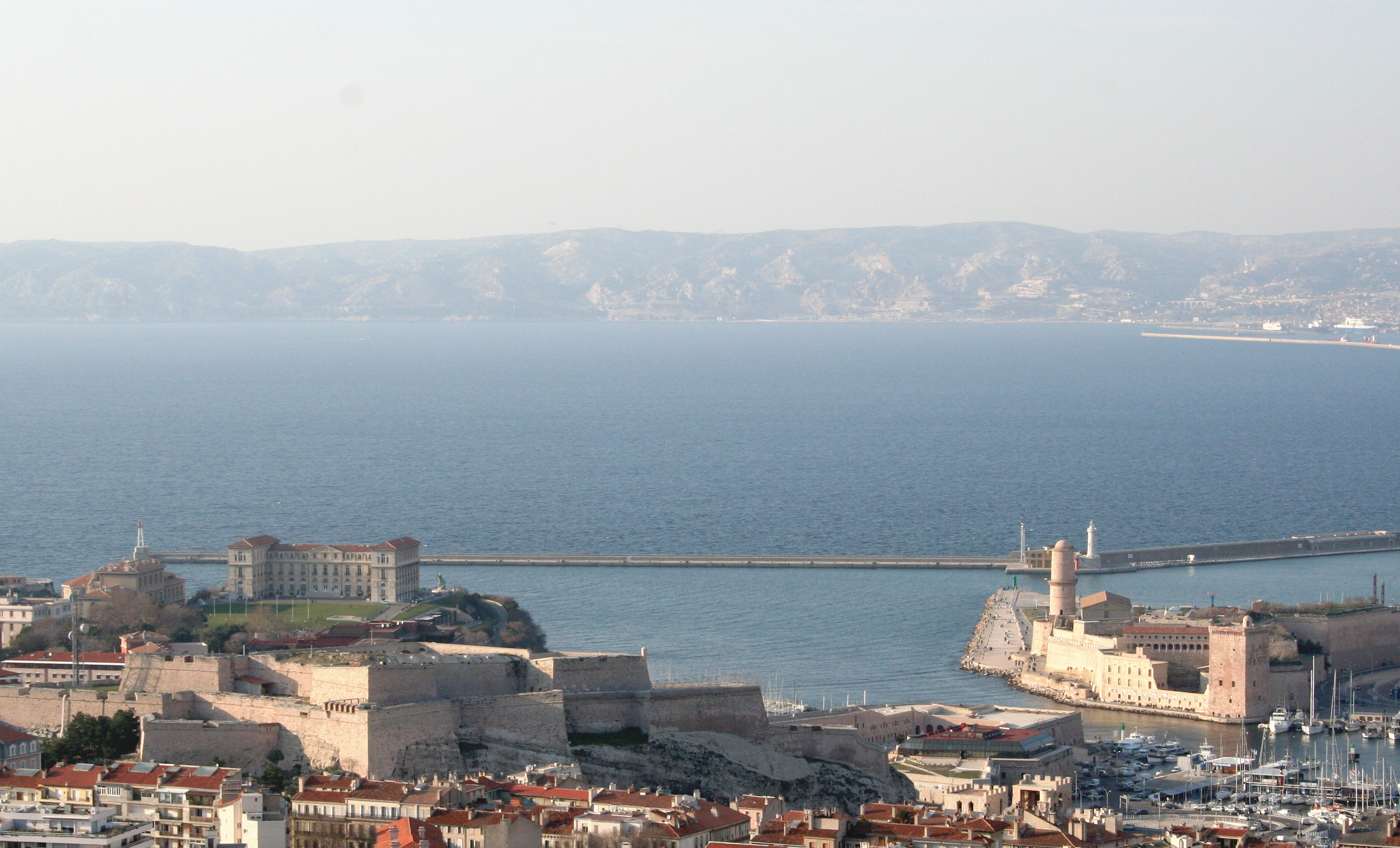
Vue générale.
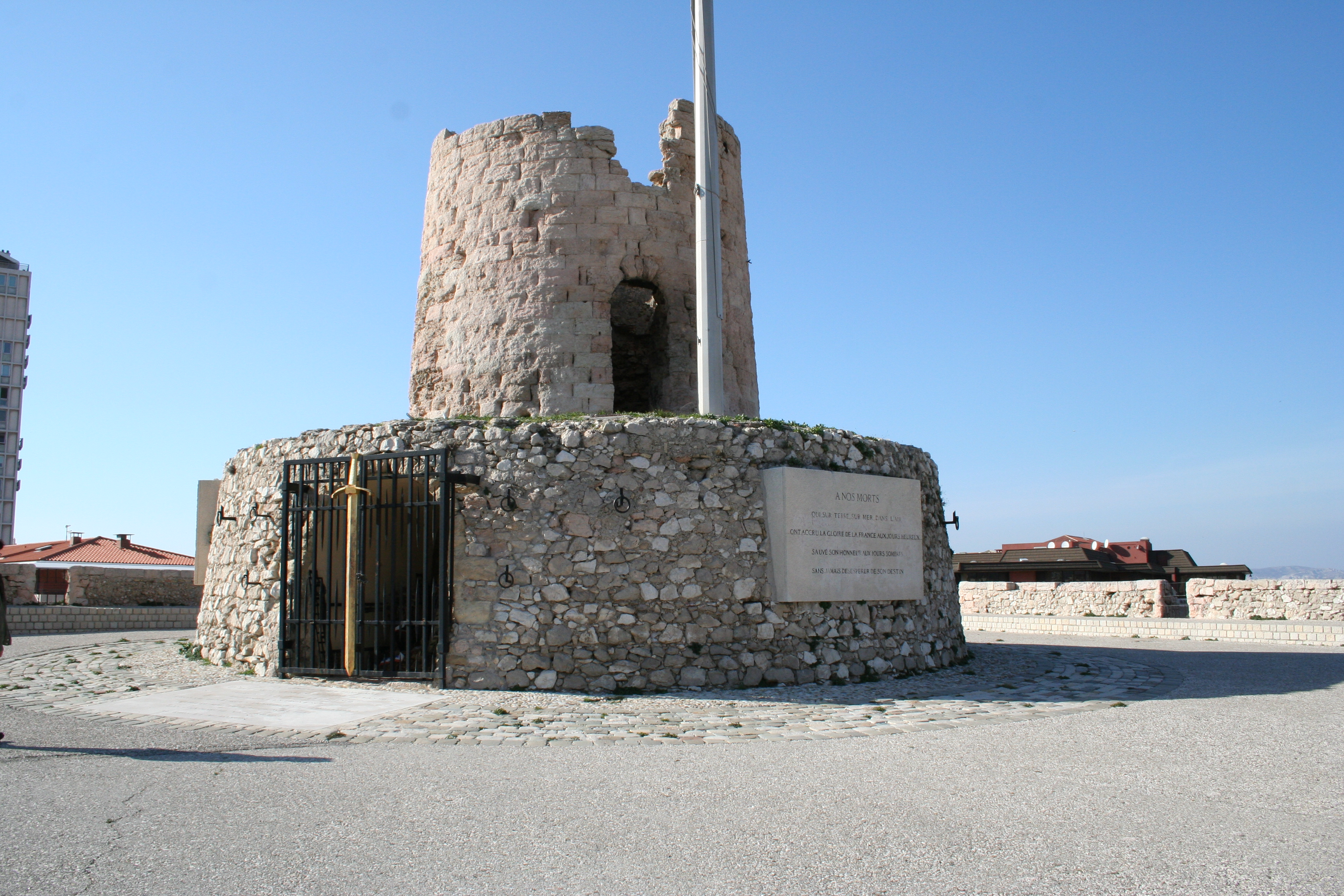
Monument aux morts.
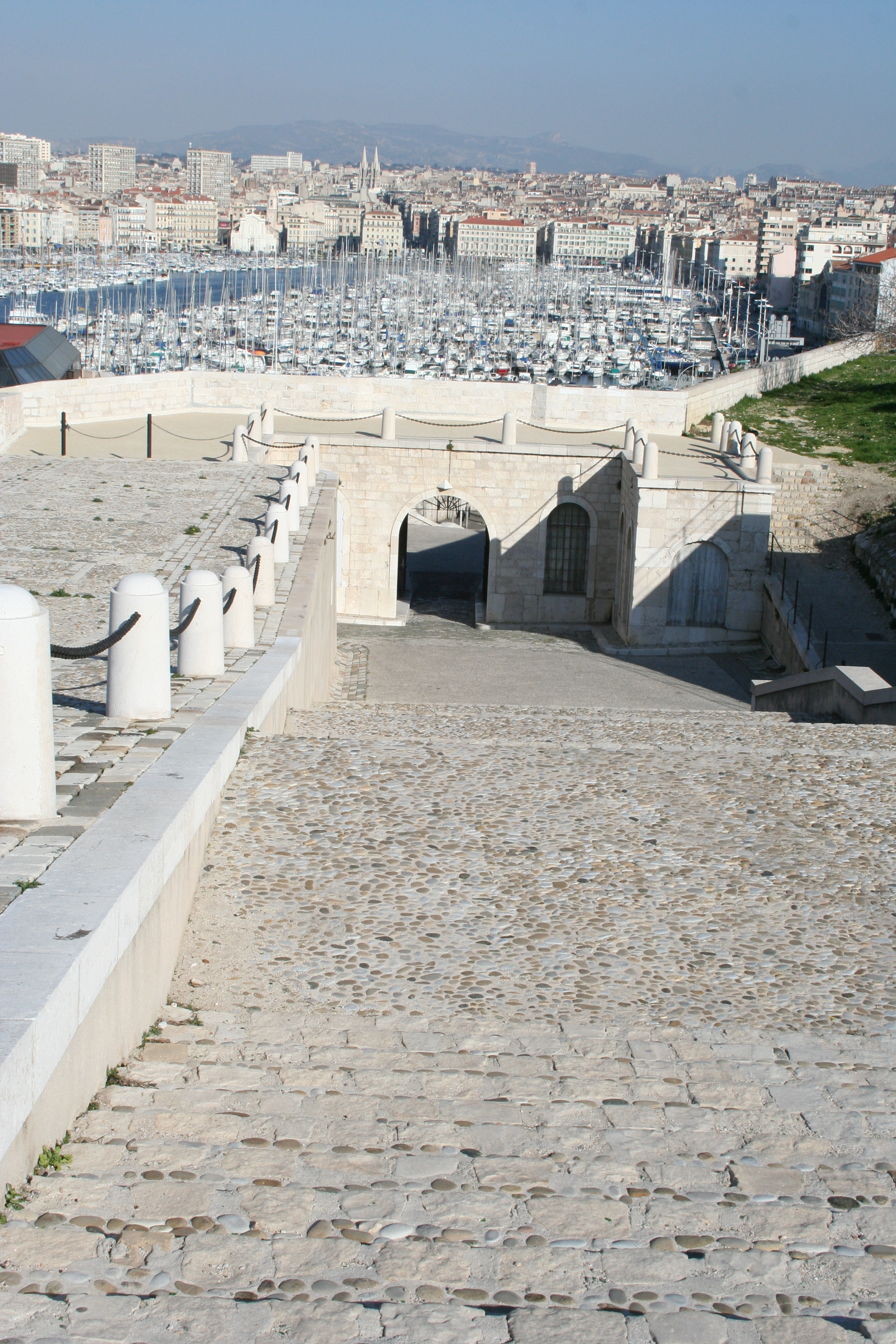
Porte d'entrée.
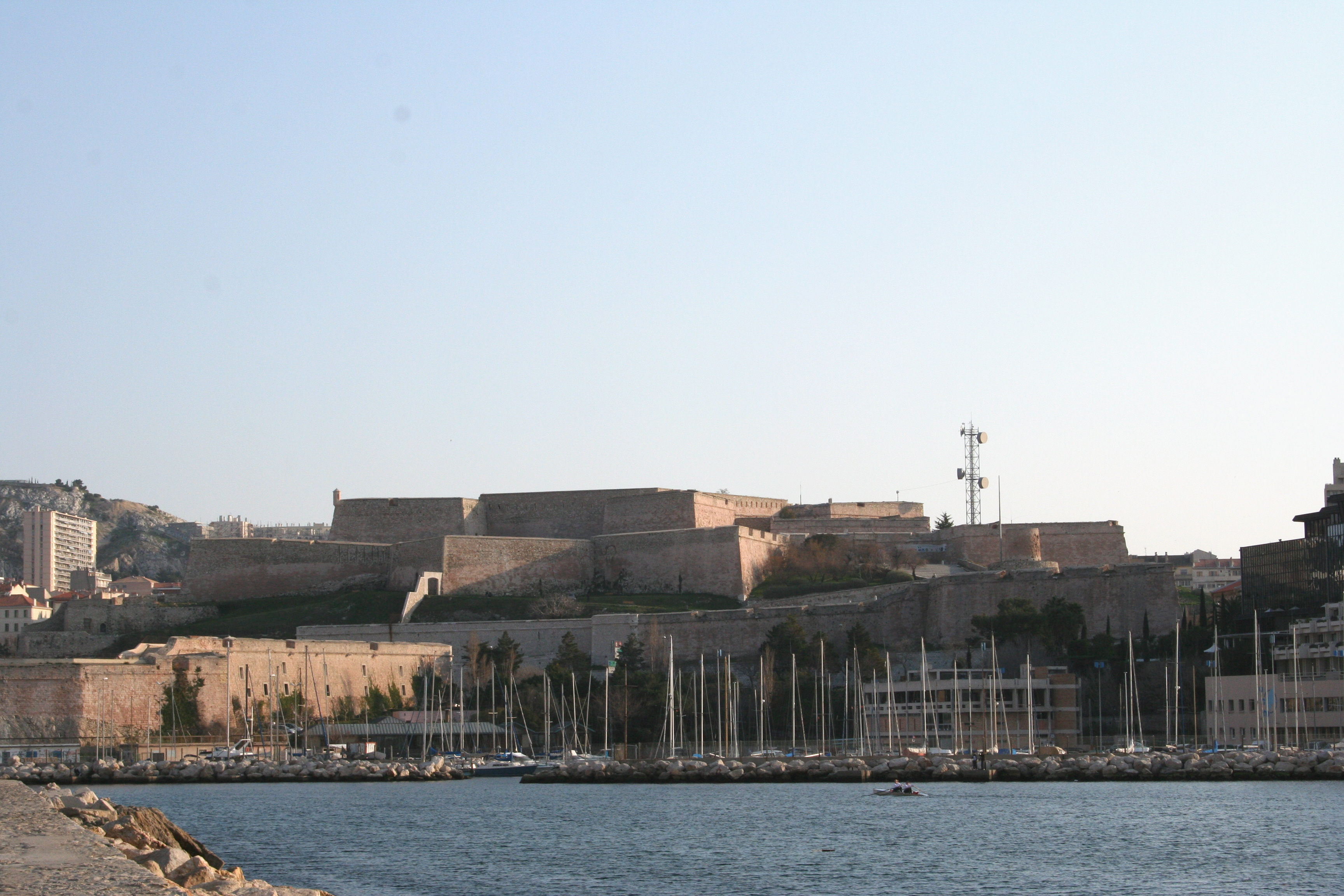
Vue depuis le Fort Saint-Jean.
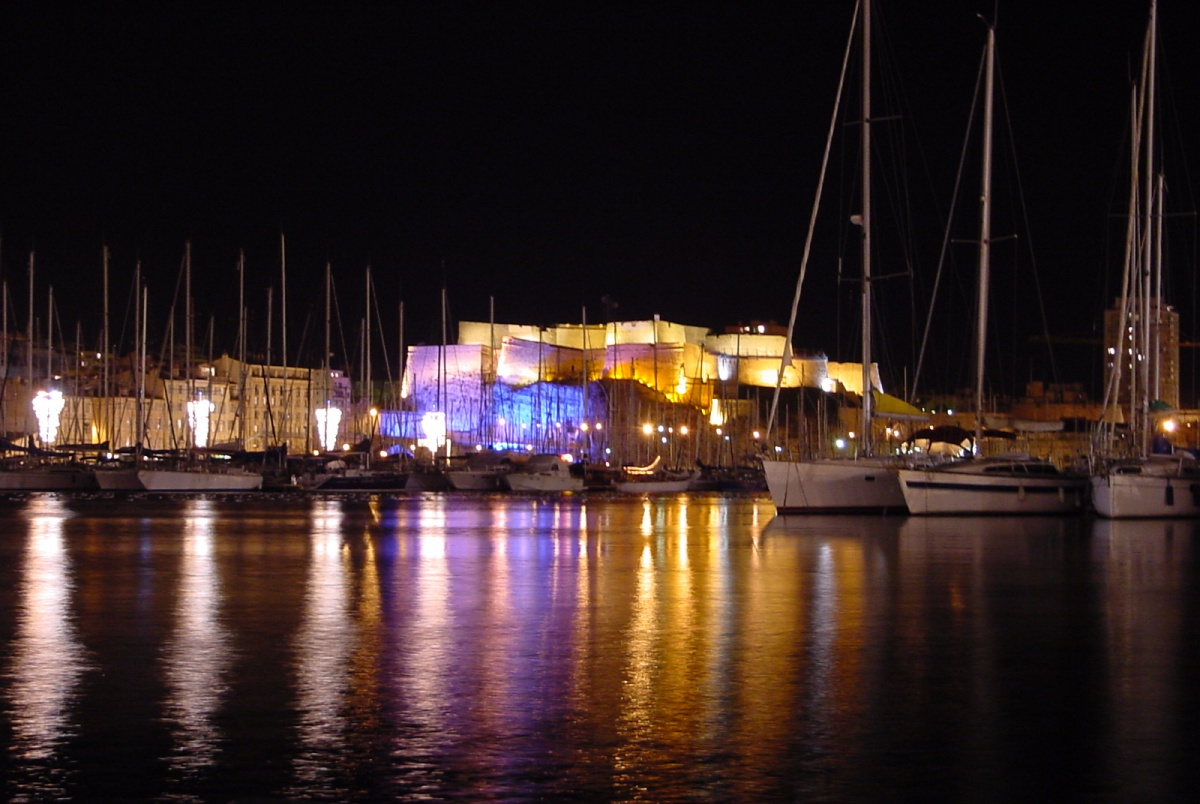